# Зябликово (станция метро)
«Зя́бликово» — конечная станция южного радиуса Люблинско-Дмитровской линии Московского метрополитена, следующая за станцией «Шипиловская». Расположена в районе Зябликово (ЮАО), на восточной стороне Ясеневой улицы у пересечения её с Ореховым бульваром (южный вестибюль также выходит в Орехово-Борисово Южное). Открыта 2 декабря 2011 года в составе участка «Марьино» — «Зябликово». Односводчатая мелкого заложения с одной островной платформой.

## История

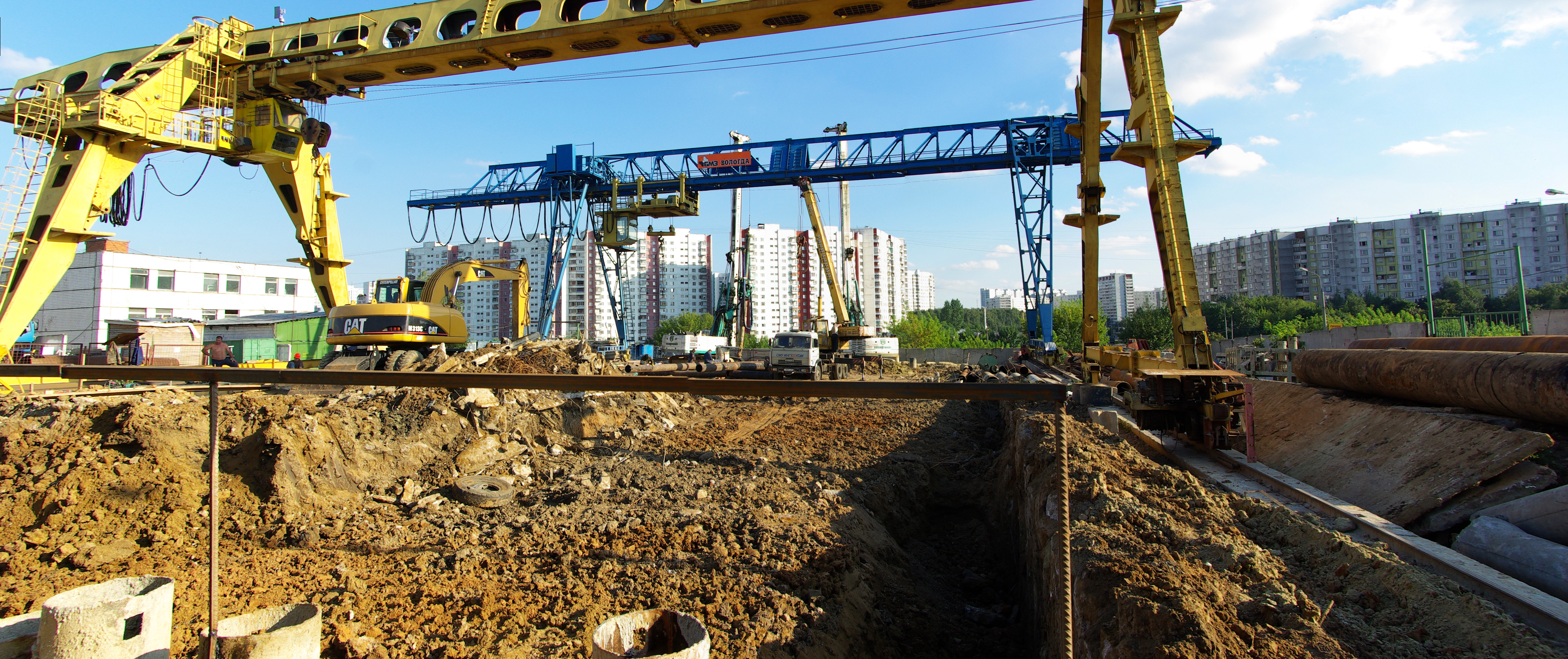
Строительство станции в 2008 году

Строительство станции велось с 1993 по 1996 год, однако из-за недостатка финансирования было полностью остановлено в сентябре 1998 года.
Строительство станции было возобновлено в 2008 году. Тоннели от станции «Шипиловская» сооружались закрытым способом с помощью тоннелепроходческого щитового комплекса. Построены оборотные тупики.
Станция была открыта в первой половине дня 2 декабря 2011 года в составе участка «Марьино» — «Зябликово», после ввода в эксплуатацию которого в Московском метрополитене стало 185 станций.

## Техническая характеристика
Конструкция станции — односводчатая мелкого заложения (глубина заложения — 14,3 метра). В центральной части станции свод приподнят, и над путями расположены использующиеся для пересадки балконы, связанные с платформой двумя лестницами. В конструкции свода для обслуживания светильников предусмотрены служебные галереи, соединяющие подземные вестибюли станции. Сооружена из монолитного железобетона, расположена в кривой.

## Вестибюли и пересадки
Станция имеет два подземных вестибюля. Северный вестибюль находится к юго-востоку от пересечения Ясеневой улицы с Ореховым бульваром, имеет выходы по обе стороны Ясеневой улицы, связан со станцией тремя лентами эскалаторов и лифтом. Южный вестибюль находится на восточной стороне Ясеневой улицы, имеет выход только на чётную сторону улицы, связан со станцией лестничным маршем.
Образует пересадочный узел со станцией «Красногвардейская» Замоскворецкой линии, переход осуществляется через пешеходные тоннели, связывающие залы обеих станций. Со стороны «Красногвардейской» переход оборудован лифтом, со стороны «Зябликово» непосредственно на переходе лифта нет, он есть только на выходе через северный подземный вестибюль, через который проходит пересадка. Из-за особенностей конфигурации вестибюля для прохода к этому лифту со стороны «Красногвардейской» необходимо выйти за пределы оплаченной зоны и снова пройти через турникет.

## Наземный общественный транспорт
На этой станции можно пересесть на следующие маршруты городского пассажирского транспорта:
- Автобусы: м77, м78, м82, м86, с819, 828, 837, с848, с867, с894, 899, н5

## Станция в цифрах
- На станции установлено 7 эскалаторов.
- Станция открывается в 5:45, закрывается в 1:00.
- Таблица времени прохождения первого поезда через станцию[11]:

| По чётным числам                | Будние дни | Выходные дни |
| По нечётным числам              | Будние дни | Выходные дни |
| В сторону станции «Шипиловская» | 05:59:00   | 05:59:00     |
| В сторону станции «Шипиловская» | 05:40:00   | 05:40:00     |

## Путевое развитие
За станцией находятся четыре тупика для оборота и отстоя составов. Из тупиков также есть съезд на служебную соединительную ветвь на станцию «Красногвардейская» Замоскворецкой линии.

## Высота станции
Благодаря центральной части станция «Зябликово» стала второй в Московском метрополитене по высоте (9,35 м) после Комсомольской.

## Галерея

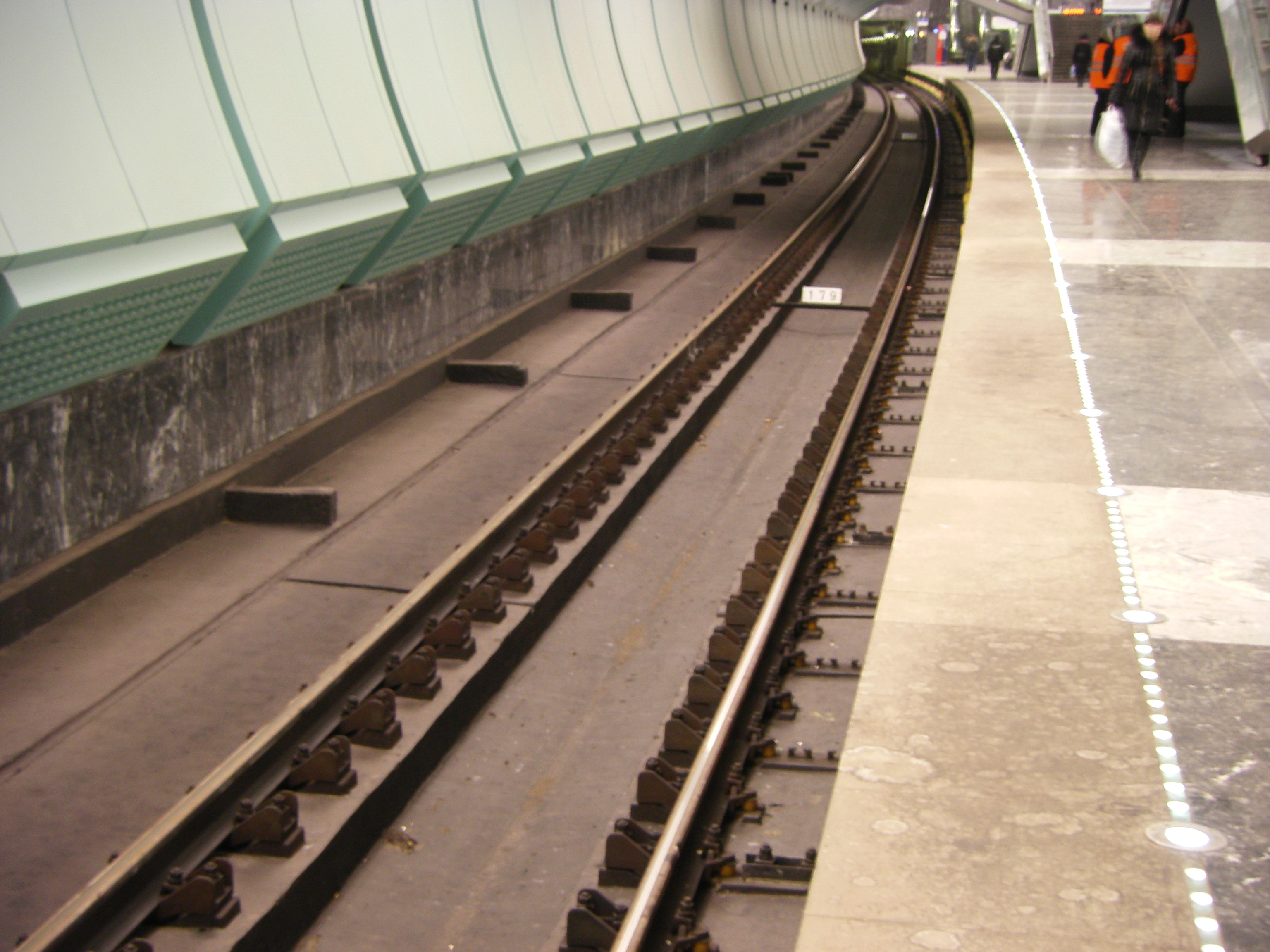
Один из путей станции (с закруглением)
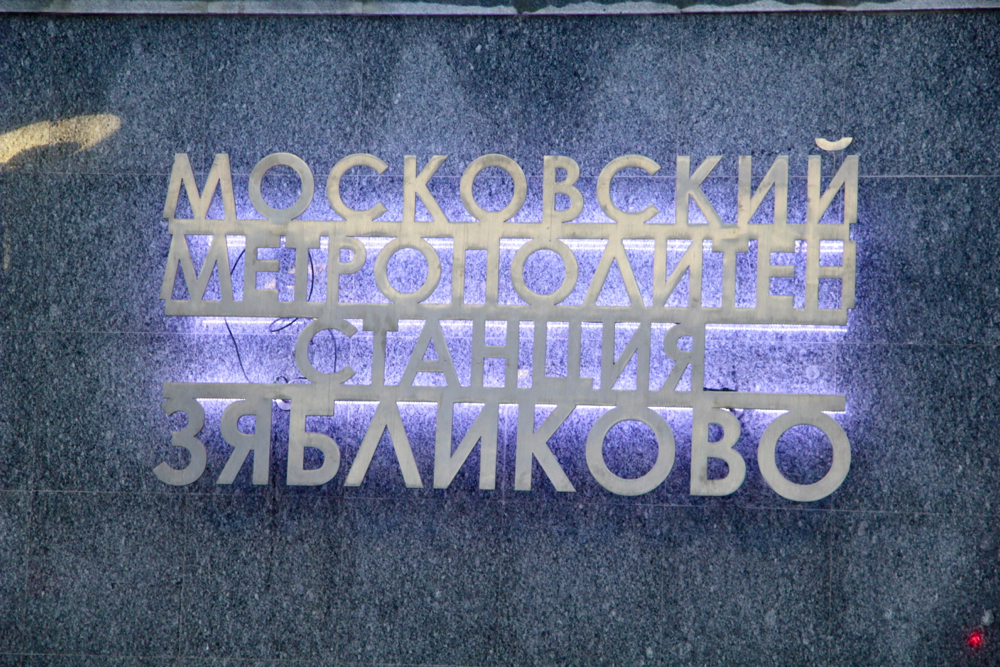
Табличка с названием станции на северном вестибюле. 8 января 2012 года
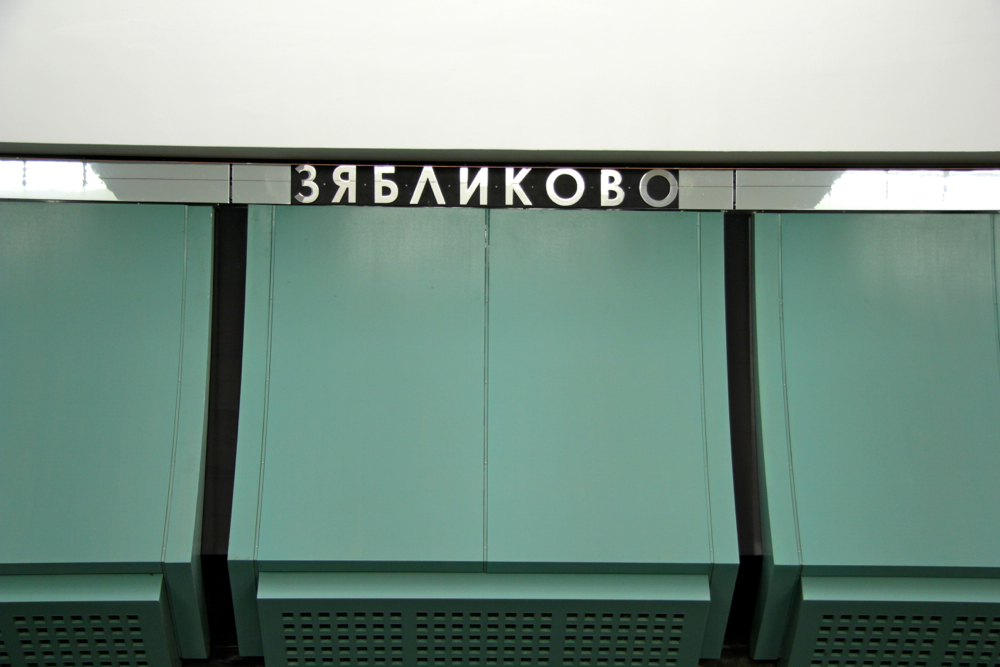
Название станции на путевой стене
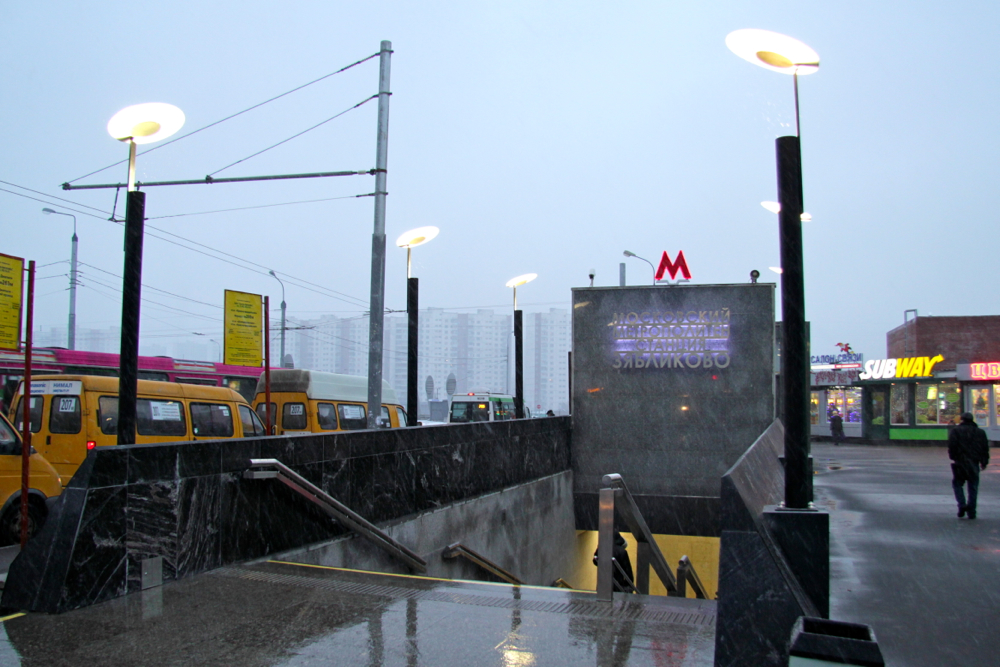
Северный вестибюль. 8 января 2012 года
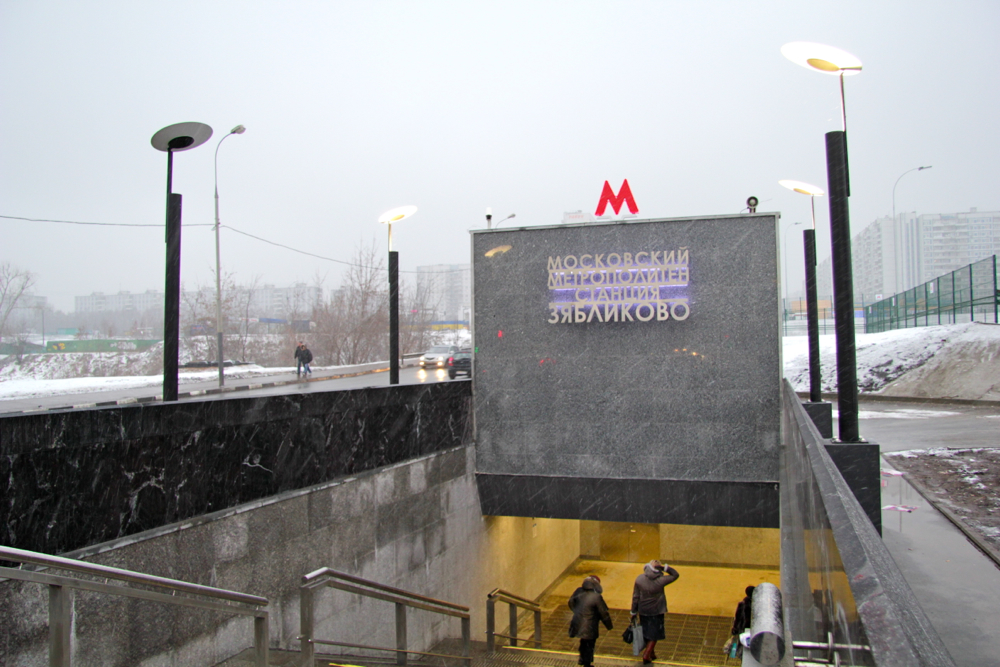
Южный вестибюль. 8 января 2012 года
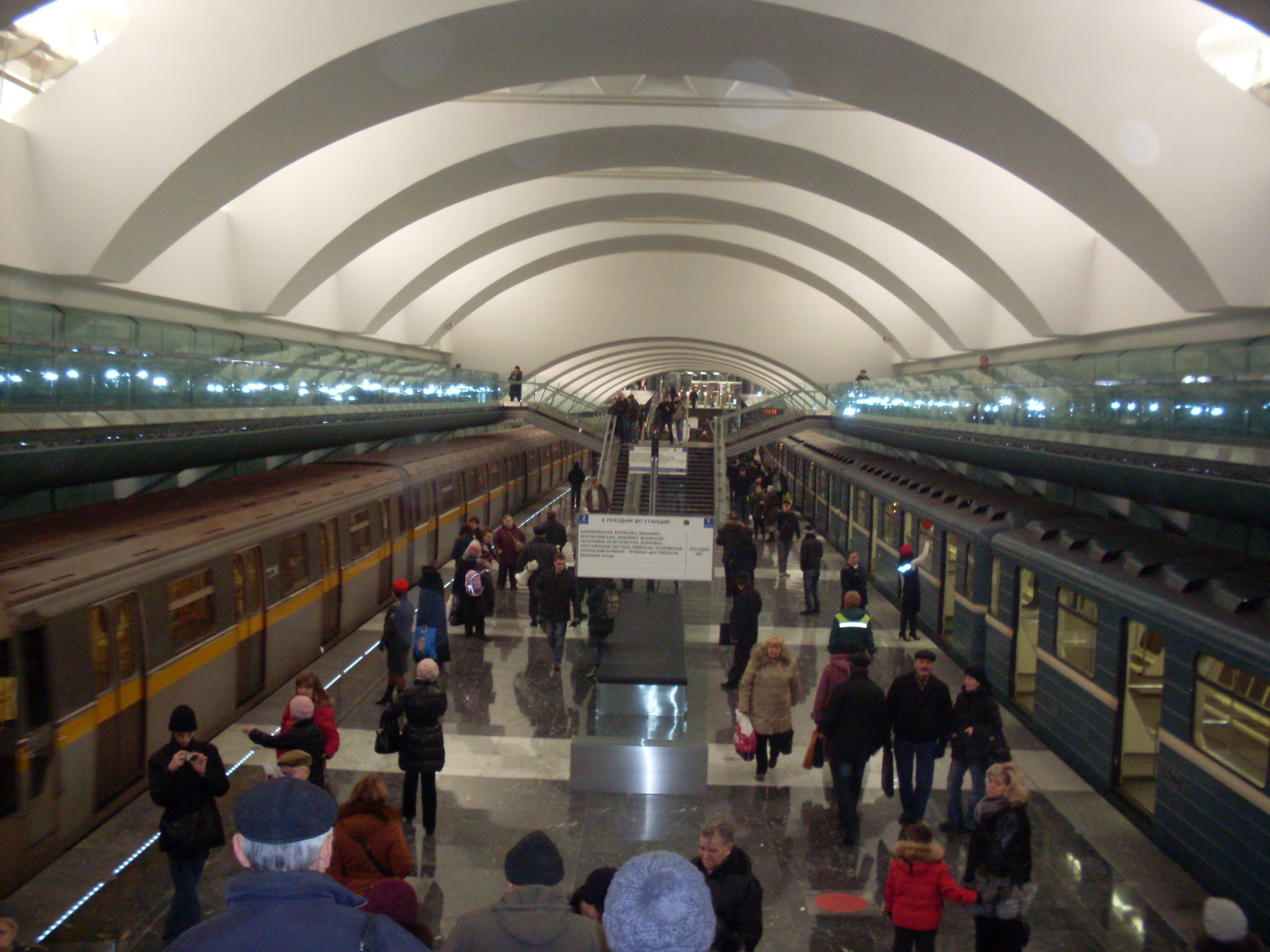
Станция в день открытия